# Metrodor d'Escepsis
Metrodor d'Escepsis (grec antic: Μητρόδωρος ὁ Σκήψιος, llatí: Metrodorus) fou un filòsof i polític natural d'Escepsis, contemporani i amic de Demetri d'Escepsis. Metrodor, com Demetri, es va dedicar a la filosofia, i quan Demetri va deixar la filosofia per dedicar-se a la política Metrodor, que li devia molt del seu coneixement, el va seguir. Va viure al segle ii aC i al segle i aC.
Era pobre però pels seus escrits amb un peculiar estil va guanyar distinció i diners i es va casar amb una cartaginesa rica. Era partidari de Mitridates VI Eupator al que va acompanyar al Pont on va ser nomenat jutge suprem, sense possibilitat d'apel·lació de les seves sentències (ni tan sols davant el rei). En algun moment va perdre la confiança de Mitridates, que el va enviar en ambaixada a Tigranes II d'Armènia. Tigranes el va enviar de retorn a Mitridates, i pel camí va morir, segons uns per ordre del rei i segons altres de malaltia, com comenta Estrabó.
Ciceró fa referència sovint a Metrodor per la seva memòria prodigiosa, cosa que també diuen Plini el Vell i Quintilià. Per la seva hostilitat als romans se'l conegué com a Romanophobos. Era contemporani de l'orador Luci Licini Cras, a qui va ensenyar quan Licini era a Àsia.
Ateneu de Naucratis esmenta una obra seva, Περὶ ἀλειπτικῆς (Perí aleiptikês), i també, segons Estaci, va ser l'autor del llibre titulat Περιήγησις (Periegesis o descripció del món). Plini el Vell parla d'aquesta obra, i Estrabó el cita com a font per una informació del país de les amazones.